# 龍井茶
龍井茶（ロンジンちゃ）は、中華人民共和国浙江省北部の特産の緑茶の一種である。中国緑茶の中で最も有名な銘柄である。日本語の読みとしては「りゅうせいちゃ」もある。
「（中国）緑茶の女王」とも呼ばれ、中国緑茶の中では高級茶とされる。

## 概要
中国においても緑茶は最もよく飲まれている茶であり、その中でも龍井茶は緑茶の代表格とされる。龍井茶が有名になった背景には、龍井茶の産地が大都市に近かったということも挙げられる。
龍井茶は春に新芽のみを摘んで作られるため、茶葉が非常に柔らかく、茶を飲みながら茶葉を食べることもされている。

## 産地

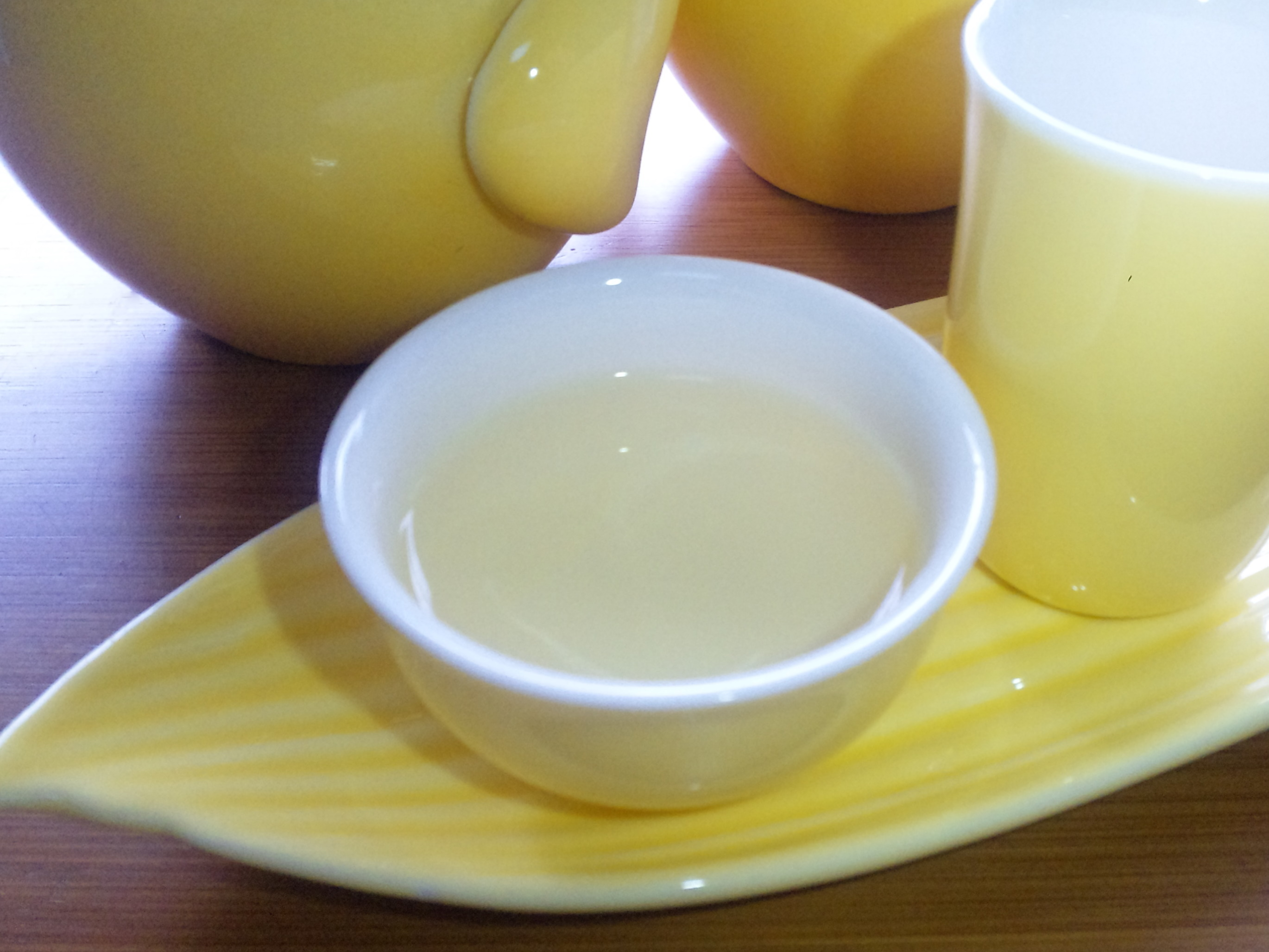
西湖龍井茶

最も有名な産地は中国浙江省杭州市の龍井村である。上海市、南京市といった大都市が近くにある。
しかしながら、有名になってしまったために龍井村以外で作られた茶が龍井茶として出回るようになってしまっている。そのため、龍井村産のものは産地の名称を付け西湖龍井茶と呼ぶようになった。
西湖周辺には茶園が多くあるが、龍井以外の生産地として有名な地域に獅峰（しほう）、虎跑（こほう）、雲栖（うんせい）、梅家塢（ばいかう）がある。そのなかでも、標高が高く寒暖差が激しい獅峰山で作られた獅峰龍井茶が美味しいとされる。なお、有名な茶ほど類似品なども出回りやすいのは、龍井茶に限った話ではない。
龍井で飲む茶「龍井問茶」は、西湖新十景に指定され、観光資源となっている。

## 歴史
龍井村には「龍井」と呼ばれる決して水の枯れることのない井戸があり、深く海とつながっている、龍が棲んでいるとも言われていた。晋の時代には、この地で葛洪が煉丹術を行ったとされる。
西湖で茶葉の栽培が始まったのは南北朝時代とされる。
唐の時代の文筆家・陸羽の著作の中にも西湖龍井茶が盛んに栽培されていたことが記されている。
明の時代になると龍井茶の味は中国全土に知られるようになっていた。清の皇帝に龍井茶が献上されていたこともある。

## 特徴
「四絶」と呼ばれる「鮮やかな緑色」、「ふくよかな香り」、「さわやかな甘味」、「美しい形」を持っていることが特徴とされる。西湖龍井には「板栗香」と呼ばれる栗にも似た独特の香りがある。
日本の緑茶にも嬉野茶（佐賀県）、青柳茶（熊本県、宮崎県）といった釜炒り茶はあるが、多くは生の茶葉に蒸気を通して蒸す「蒸青」で作られる緑茶であり、「炒青」と呼ばれる釜炒の龍井茶とは風味も異なる。なお、中国緑茶にはこの他に火で炙る「烘青」、天日で炙る「晒青」で作られる緑茶もある。
龍井茶の茶葉は独特な扁平な形をしているが、これは茶葉を炒るときに手で釜に茶葉を押し付けるようにするという製法のためである。
黒変させることなく効率よく水分を取り除いて、形の整った茶葉に仕上げるには、押し付けるタイミングや力の強弱が難しく、熟練の職人による技術が求められる。また、茶葉を炒るため、日本の緑茶とは異なる独特な香ばしさとほどよい苦みある。

## 等級と名称
毎年の清明節の少し前に摘む新芽は最も貴重視されており、明前と呼ばれ、例えば獅峰のものならば「獅峰明前龍井茶」と呼ばれる超一級品の茶となる。この他に、新芽だけ摘まれたものを蓮芯、一芽一葉を摘まれたものを旗槍、一芽二葉は雀舌、一芽と二、三葉は鷹爪と呼び分ける。「旗槍龍井茶」ならば二番茶、「雀舌龍井茶」は三番茶の意味合いである。
これらを含め、龍井茶は11の等級に分類され、最上級のものは中国国内での販売というよりも、香港のような高額でも購入者がいるような場所の茶の専門店で販売されている。

## 製法
大きく分けると三つの手順で構成される。まずは茶葉を採取し、それを半日ほど天日に晒して茶葉の青臭さを取り去る晾曬を行う。ただ単に天日に干すのではなく、この時に茶葉の選別をおこなう。その日の内に専用の釜で煎る殺青によって茶葉内の酵素による発酵を阻止する。次に、湯に入れた際に味が十分に出るように揉捻を行う。この作業によって龍井茶特有の扁平の茶葉が仕上がる。揉捻の手法として、定義上「抖、帯、擠、甩、挺、拓、扣、抓、壓、磨」十大手法が行われる。殺青と揉捻の後に茶葉の水分を抜く乾燥をして製品として仕上がる。
摘み取るときに上の新芽をとったら特級、その下の部分をとったら2級、それより下の青々と茂った部分は売店には出されない。出されるとすれば、立夏以降の茶葉と共に、ペットボトル飲料やティーバッグ用の茶となる。

## 賞味
（煎茶の名前の通り）煎ることで茶葉の中の酵素を熱変性させ発酵を止めるので、茶葉は蒸してある日本の緑茶よりも緑色が鮮やかではない。特徴的なのは、揉捻の作業によって茶葉が扁平形をしていることである。湯の中で茶葉が開くと、一芽一葉＝一心一葉の姿になる。産毛が多く、一芽一葉の葉が芽と同じ位の大きさであるほど、高級品である。茶は黄色がかった茶色であり、高級品ほど飲用後に甘味が残る。
飲み方は、コップ等の飲用容器に茶葉を好みの分だけ入れ、81〜90度の熱湯を加える。飲む時は、茶をコップの三割ほど残して、その都度お湯を加えてゆく。それを繰り返して数杯は堪能できる。出涸らしになってきたところで茶葉もろとも茶を捨てる。
龍井茶は、茶葉そのものを食べても、カテキンやテアニンが豊富に含まれていて、健康的と言える。一方で、カフェインも含んでいるため、寝る前などに飲むことはなるべく避けた方がよい。
中国の書籍等では特に、西湖と銭塘江の中間に位置する虎跑泉の水を使って飲むのが最高に旨く煎れる方法であると中国国内の人々の間で言い伝えられている。これは虎跑泉の水質の良さも理由の一つであるが、茶葉がその場所の水と土で大きくなったことから、その土地の水が良く馴染んで茶葉の味を最も良く引き出すとする思考法に基づく表現とされる（参考：陸羽『茶経』）。

## 大沸龍井
浙江省紹興市新昌県では、大沸龍井（ダーフォーロンジン）、新昌龍井（シンチャンロンジン）という龍井茶が作られている。
化学肥料や農薬の使用を禁止した有機農業によって作られる有機茶であり、食の安全の観点からも人気が高まっているブランドである。
西湖龍井に特有の「板栗香」は無いが、清々しい豆のような香りがある。
「大沸」は大仏寺 (新昌県)が有名なことから名づけられている。